# Língua khaling
Khaling (kʰɛ̂l brâː ख्या:ल् ब्रा:) é uma língua  Kiranti na Nepal e na Índia. É uma das poucas línguas kiranti com contrastes tonais, de origem secundária. Khaling também é conhecido como Rai, Khalinge Rai, Khael Bra e Khael Baat.

## Situação
Khaling tem cerca de 15 mil falantes, sendo considerada uma língua vulnerável. Khaling tem um sistema complexo de alternâncias de radicais: até 10 radicais distintos devem ser unidos para formar uma palavra (Jacques et al. 2012). Khaling é muito incomum por ter demonstrativos auditivos (ver Jacques e Lahaussois 2014). .
Khaling ainda está sendo aprendido por crianças que vivem áreas Khaling, bem como por crianças que não Khaling da área.

## Geografia
Khaling é falado nasseguintes áreas do Nepal ( Ethnologue ).
- Distrito de Solukhumbu, Província No. 1: vilas Kanku, Basa, Baku, Waku, Buksa, Jubing, Pawai e Phuleli
- Distrito de Khotang, Província No. 1: vilas Buipa Fuleli e Kharmi
- Distrito de Udayapur, Província No. 1: Município de Triyuga Gaighat, Basaha, Belter, cidade de Rampur.
- Distrito de Sankhuwasabha, Província No. 1: vila Tungkhaling
- Distrito de Sunsari, Província No. 1: Dharan
- Distrito de Ilam, Província No. 1: aldeias Pyang, Sumbek e Mai Pokhari

## Amostra de texto
Mateus 1:1-4
1.	अब्राहामपो उमुःना़कोलो दाऊद रा़सपो उमुःना़ येशु ख्रीष्टपो उचु प़ापह़ामपो उन नङ थेसा रेन्प़ा गो़नु,
2.	अब्राहामपो उच़ो इसहाक, इसहाकपो उच़ो याकूब, मना याकूबपो उच़ोह़ाम यहूदाकोलो वोङाम उछ़ारीह़ाम मोत्नु।
3.	यहूदापो उमेइ तामारलका बुक्पा फारेसकोलो जाहेर, मना फारेसपो उच़ो हिस्रोन, हिस्रोनपो उच़ो आराम,
4.	आरामपो उच़ो अम्मीनादाब, अम्मीनादाबपो उच़ो नहशोन, नहशोनपो उच़ो सल्मोन।
IPA
1.	abraːhaːmpo umûnäkolo daː'ud räspo umûnä jesu kʰistpo ucu päphämpo in na tʰesaː renpä gönu,
2.	abraːhaːmpo ucö ishaːk, ishaːkpo ucö jaːk'ub, manaː jaːk'ubpo ucöhäm jahu'daːkolo woŋaːm ucʰärihäm motnu.
3.	jahˈudaːpo udei taːmaːrlakaː bukpä pʰaːreskolo ɟaːher, manaː pʰaːrespo ucö hisron, hisronpo ucö aːraːm,
4.	aːraːmpo ucö amminaːdaːb, amminaːdaːbpo ucö nahason, nahasonpo ucö salmon.
Português
1.	1. O livro da geração de Jesus Cristo, filho de Davi, filho de Abraão.
2.	2. Abraão gerou Isaque; e Isaac gerou Jacó; e Jacó gerou Judas e seus irmãos;
3.	3. E Judas gerou Phares e Zara de Tamar; e Phares gerou Esrom; e Esrom gerou Aram;
4.	4. E Aram gerou Aminadabe; e Aminadab gerou Naasson; e Naasson gerou Salmon.